# Championship League Snooker 2020
Championship League Snooker 2020 to czternasta edycja zawodów snookerowych rozgrywanych w Marshall Arena w Milton Keynes w Anglii. W turnieju wystąpiło 64 zawodników, którzy w 21 grupach rozegranych na przestrzeni jedenastu dni (1 czerwca – 11 czerwca) rozegrali swoje mecze.

## Format turnieju
- Wszystkie mecze rozgrywane będzie w lepszy z 4 frejmów.
- Kryteria klasyfikowania zawodników w grupach: większa liczba zdobytych punktów, większa liczba wygranych frejmów, mniejsza liczba przegranych frejmów, zwycięzca bezpośredniego spotkania, najwyższy break zbudowany podczas rozgrywek grupowych.
- W 16 grupie rywalizuje 4 zawodników systemem każdy z każdym. na 2 grupy i 6 mecz każdy. W 16 najlepszych awansowało do grupy zwycięzców, których zwycięzca przechodził do tzw. Grupy Zwycięzców. na 3 punktów na Zwycięzca i na 1 punktów na Remis mecz. Jeśli zawodnicy na remis frejm różnica zawodnik z grupy przechodzili do rozgrywek grupy zwycięzców, gdzie do rywalizacji dołączało kolejnych 16 graczy. Zawodnicy zajmujący 2. to 4. miejsce w danej grupie odpadali z zawodów. System kołowy rozgrywek powtarzał się przez kolejnych 16 grup.
- Po rozgrywkach w 16 grupach wyłonionych zostało 16 uczestników grupy zwycięzców, w której rywalizacja toczyła się na podobnych zasadach, jak w poprzednich grupach. Zwycięzca 4 uczestników awansowało grupy finałów gdzie rozgrywa na zwycięzcy został triumfatorem całego turnieju.

## Zawodnicy
Grupa 1 (6.06.2020): Stuart Bingham, Ricky Walden, Jordan Brown, Jamie Clarke

Grupa 2 (1.06.2020): Judd Trump, Daniel Wells, Elliot Slessor, David Grace

Grupa 3 (2.06.2020): Michael Holt, Mark Davis, Mark Joyce, Louis Heathcote

Grupa 4 (3.06.2020): Joe Perry, Mark King, Sam Baird, Harvey Chandler

Grupa 5 (4.06.2020): Mark Selby, Liang Wenbo, Joe O’Connor, Lee Walker

Grupa 6 (8.06.2020): Allister Carter, Matthew Selt, Sam Craigie, Dominic Dale

Grupa 7 (7.06.2020): Barry Hawkins, Anthony McGill, Craig Steadman, Hammad Miah

Grupa 8 (6.06.2020): Jimmy Robertson, Ben Woollaston, Liam Highfield, Thor Chuan Leong

Grupa 9 (2.06.2020): Jack Lisowski, Luca Brecel, Robbie Williams, Oliver Lines

Grupa 10 (5.06.2020): Ronnie O’Sullivan, Chris Wakelin, Michael Georgiou, Kishan Hirani

Grupa 11 (8.06.2020): Mark Allen, Martin O’Donnell, Michael White, Nigel Bond

Grupa 12 (3.06.2020): Kyren Wilson, Ryan Day, Alfred Burden, Chen Feilong

Grupa 13 (1.06.2020): David Gilbert, Stuart Carrington, Jak Jones, Jackson Page

Grupa 14 (4.06.2020): Gary Wilson, Gerard Greene, John Astley, Mitchell Mann

Grupa 15 (5.06.2020): Tom Ford, Robert Milkins, Mike Dunn, Ian Burns

Grupa 16 (7.06.2020): Neil Robertson, Kurt Maflin, Ken Doherty, Ashley Carty
Grupa zwycięzców (9-10.06.2020): 16 zwycięzców poszczególnych grup
Grupa Finałowy (11.06.2020): 4 zwycięzców grup zwycięzców

## Nagrody

### Grupy 1-16
- Zwycięzca – 4,000 £
- Finalista – 2,000 £
- Faza grupowa (3. miejsce) – 1,500 £
- Faza grupowa (4. miejsce) – 1,000 £

### Grupa Zwycięzców
- Zwycięzca – 6,000 £
- Finalista – 2,500 £
- Grupy zwycięzców (3. miejsce) – 2,000 £
- Grupy zwycięzców (4. miejsce) – 1,500 £

### Grupa Finałowy
- Zwycięzca – 20,000 £
- Finalista – 8,000 £
- 3. miejsce – 4,000 £
- 4. miejsce – 2,000 £

Łączna pula nagród – 218 000 £

## Faza grupowa

### Grupa 1
| Poz. | Zawodnik       | M | Z | R | P | Frejmy wygrane | Frejmy przegrane | Różnica frejmów | Pkt |
| ---- | -------------- | - | - | - | - | -------------- | ---------------- | --------------- | --- |
| 1    | Stuart Bingham | 3 | 1 | 2 | 0 | 7              | 4                | +3              | 5   |
| 2    | Ricky Walden   | 3 | 1 | 2 | 0 | 7              | 4                | +3              | 5   |
| 3    | Jamie Clarke   | 3 | 1 | 0 | 2 | 3              | 6                | -3              | 3   |
| 4    | Jordan Brown   | 3 | 0 | 2 | 1 | 4              | 7                | -3              | 2   |

- Stuart Bingham 3-0 Jamie Clarke
- Ricky Walden 2-2 Jordan Brown
- Ricky Walden 3-0 Jamie Clarke
- Stuart Bingham 2-2 Jordan Brown
- Stuart Bingham 2-2 Ricky Walden
- Jordan Brown 0-3 Jamie Clarke

### Grupa 2
| Poz. | Zawodnik       | M | Z | R | P | Frejmy wygrane | Frejmy przegrane | Różnica frejmów | Pkt |
| ---- | -------------- | - | - | - | - | -------------- | ---------------- | --------------- | --- |
| 1    | Judd Trump     | 3 | 3 | 0 | 0 | 9              | 2                | +7              | 9   |
| 2    | Elliot Slessor | 3 | 2 | 0 | 1 | 7              | 5                | +2              | 6   |
| 3    | Daniel Wells   | 3 | 0 | 1 | 2 | 4              | 8                | -4              | 1   |
| 4    | David Grace    | 3 | 0 | 1 | 2 | 3              | 8                | -5              | 1   |

- Judd Trump 3-0 David Grace
- Daniel Wells 1-3 Elliot Slessor
- Daniel Wells 2-2 David Grace
- Judd Trump 3-1 Elliot Slessor
- Elliot Slessor 3-1 David Grace
- Judd Trump 3-1 Daniel Wells

### Grupa 3
| Poz. | Zawodnik        | M | Z | R | P | Frejmy wygrane | Frejmy przegrane | Różnica frejmów | Pkt |
| ---- | --------------- | - | - | - | - | -------------- | ---------------- | --------------- | --- |
| 1    | Mark Joyce      | 3 | 3 | 0 | 0 | 9              | 3                | +6              | 9   |
| 2    | Mark Davis      | 3 | 1 | 1 | 1 | 6              | 6                | 0               | 4   |
| 3    | Michael Holt    | 3 | 1 | 0 | 2 | 5              | 7                | -2              | 3   |
| 4    | Louis Heathcote | 3 | 0 | 1 | 2 | 4              | 8                | -4              | 1   |

- Mark Davis 1-3 Mark Joyce
- Michael Holt 3-1 Louis Heathcote
- Michael Holt 1-3 Mark Joyce
- Mark Davis 2-2 Louis Heathcote
- Michael Holt 1-3 Mark Davis
- Mark Joyce 3-1 Louis Heathcote

### Grupa 4
| Poz. | Zawodnik        | M | Z | R | P | Frejmy wygrane | Frejmy przegrane | Różnica frejmów | Pkt |
| ---- | --------------- | - | - | - | - | -------------- | ---------------- | --------------- | --- |
| 1    | Harvey Chandler | 3 | 2 | 1 | 0 | 8              | 4                | +4              | 7   |
| 2    | Sam Baird       | 3 | 1 | 1 | 1 | 6              | 6                | 0               | 4   |
| 3    | Joe Perry       | 3 | 0 | 3 | 0 | 6              | 6                | 0               | 3   |
| 4    | Mark King       | 3 | 0 | 1 | 2 | 4              | 8                | -4              | 1   |

- Mark King 1-3 Sam Baird
- Joe Perry 2-2 Harvey Chandler
- Joe Perry 2-2 Sam Baird
- Mark King 1-3 Harvey Chandler
- Joe Perry 2-2 Mark King
- Sam Baird 1-3 Harvey Chandler

### Grupa 5
| Poz. | Zawodnik     | M | Z | R | P | Frejmy wygrane | Frejmy przegrane | Różnica frejmów | Pkt |
| ---- | ------------ | - | - | - | - | -------------- | ---------------- | --------------- | --- |
| 1    | Liang Wenbo  | 3 | 3 | 0 | 0 | 9              | 1                | +8              | 9   |
| 2    | Joe O’Connor | 3 | 1 | 1 | 1 | 6              | 6                | 0               | 4   |
| 3    | Mark Selby   | 3 | 1 | 1 | 1 | 5              | 6                | -1              | 4   |
| 4    | Lee Walker   | 3 | 0 | 0 | 3 | 2              | 9                | -7              | 0   |

- Mark Selby 3-1 Lee Walker
- Liang Wenbo 3-1 Joe O’Connor
- Liang Wenbo 3-0 Lee Walker
- Mark Selby 2-2 Joe O’Connor
- Joe O’Connor 3-1 Lee Walker
- Mark Selby 0-3 Liang Wenbo

### Grupa 6
| Poz. | Zawodnik        | M | Z | R | P | Frejmy wygrane | Frejmy przegrane | Różnica frejmów | Pkt |
| ---- | --------------- | - | - | - | - | -------------- | ---------------- | --------------- | --- |
| 1    | Sam Craigie     | 3 | 2 | 1 | 0 | 8              | 2                | +6              | 7   |
| 2    | Allister Carter | 3 | 1 | 1 | 1 | 6              | 6                | 0               | 4   |
| 3    | Dominic Dale    | 3 | 1 | 1 | 1 | 5              | 6                | -1              | 4   |
| 4    | Matthew Selt    | 3 | 0 | 1 | 2 | 3              | 8                | -5              | 1   |

- Matthew Selt 0-3 Sam Craigie
- Allister Carter 1-3 Dominic Dale
- Allister Carter 2-2 Sam Craigie
- Matthew Selt 2-2 Dominic Dale
- Allister Carter 3-1 Matthew Selt
- Sam Craigie 3-0 Dominic Dale

### Grupa 7
| Poz. | Zawodnik       | M | Z | R | P | Frejmy wygrane | Frejmy przegrane | Różnica frejmów | Pkt |
| ---- | -------------- | - | - | - | - | -------------- | ---------------- | --------------- | --- |
| 1    | Barry Hawkins  | 3 | 2 | 1 | 0 | 8              | 2                | +6              | 7   |
| 2    | Anthony McGill | 3 | 1 | 2 | 0 | 7              | 5                | +2              | 5   |
| 3    | Hammad Miah    | 3 | 1 | 0 | 2 | 4              | 6                | -2              | 4   |
| 4    | Craig Steadman | 3 | 0 | 1 | 2 | 2              | 8                | -6              | 1   |

- Anthony McGill 2-2 Craig Steadman
- Barry Hawkins 3-0 Hammad Miah
- Barry Hawkins 3-0 Craig Steadman
- Anthony McGill 3-1 Hammad Miah
- Barry Hawkins 2-2 Anthony McGill
- Craig Steadman 0-3 Hammad Miah

### Grupa 8
| Poz. | Zawodnik         | M | Z | R | P | Frejmy wygrane | Frejmy przegrane | Różnica frejmów | Pkt |
| ---- | ---------------- | - | - | - | - | -------------- | ---------------- | --------------- | --- |
| 1    | Ben Woollaston   | 3 | 2 | 1 | 0 | 8              | 2                | +6              | 7   |
| 2    | Jimmy Robertson  | 3 | 1 | 2 | 0 | 7              | 4                | +3              | 5   |
| 3    | Liam Highfield   | 3 | 1 | 1 | 1 | 5              | 5                | 0               | 4   |
| 4    | Thor Chuan Leong | 3 | 0 | 0 | 3 | 0              | 9                | -9              | 0   |

- Ben Woollaston 3-0 Liam Highfield
- Jimmy Robertson 3-0 Thor Chuan Leong
- Jimmy Robertson 2-2 Liam Highfield
- Ben Woollaston 3-0 Thor Chuan Leong
- Liam Highfield 3-0 Thor Chuan Leong
- Jimmy Robertson 2-2 Ben Woollaston

### Grupa 9
| Poz. | Zawodnik        | M | Z | R | P | Frejmy wygrane | Frejmy przegrane | Różnica frejmów | Pkt |
| ---- | --------------- | - | - | - | - | -------------- | ---------------- | --------------- | --- |
| 1    | Luca Brecel     | 3 | 1 | 2 | 0 | 7              | 4                | +3              | 5   |
| 2    | Jack Lisowski   | 3 | 1 | 2 | 0 | 7              | 4                | +3              | 5   |
| 3    | Oliver Lines    | 3 | 1 | 0 | 2 | 3              | 6                | -3              | 3   |
| 4    | Robbie Williams | 3 | 0 | 2 | 1 | 4              | 7                | -3              | 2   |

- Jack Lisowski 3-0 Oliver Lines
- Luca Brecel 2-2 Robbie Williams
- Luca Brecel 3-0 Oliver Lines
- Jack Lisowski 2-2 Robbie Williams
- Robbie Williams 0-3 Oliver Lines
- Jack Lisowski 2-2 Luca Brecel

### Grupa 10
| Poz. | Zawodnik          | M | Z | R | P | Frejmy wygrane | Frejmy przegrane | Różnica frejmów | Pkt |
| ---- | ----------------- | - | - | - | - | -------------- | ---------------- | --------------- | --- |
| 1    | Ronnie O’Sullivan | 3 | 3 | 0 | 0 | 9              | 0                | +9              | 9   |
| 2    | Chris Wakelin     | 3 | 1 | 1 | 1 | 5              | 5                | 0               | 4   |
| 3    | Kishan Hirani     | 3 | 1 | 1 | 1 | 5              | 6                | -1              | 4   |
| 4    | Michael Georgiou  | 3 | 0 | 0 | 3 | 1              | 9                | -8              | 0   |

- Ronnie O’Sullivan 3-0 Kishan Hirani
- Chris Wakelin 3-0 Michael Georgiou
- Chris Wakelin 2-2 Kishan Hirani
- Ronnie O’Sullivan 3-0 Michael Georgiou
- Ronnie O’Sullivan 3-0 Chris Wakelin
- Michael Georgiou 1-3 Kishan Hirani

### Grupa 11
| Poz. | Zawodnik         | M | Z | R | P | Frejmy wygrane | Frejmy przegrane | Różnica frejmów | Pkt |
| ---- | ---------------- | - | - | - | - | -------------- | ---------------- | --------------- | --- |
| 1    | Martin O’Donnell | 3 | 2 | 1 | 0 | 8              | 3                | +5              | 7   |
| 2    | Mark Allen       | 3 | 2 | 1 | 0 | 8              | 4                | +4              | 7   |
| 3    | Michael White    | 3 | 1 | 0 | 2 | 4              | 6                | -2              | 3   |
| 4    | Nigel Bond       | 3 | 0 | 0 | 3 | 2              | 9                | -7              | 0   |

- Mark Allen 3-1 Nigel Bond
- Martin O’Donnell 3-0 Michael White
- Martin O’Donnell 3-1 Nigel Bond
- Mark Allen 3-1 Michael White
- Michael White 3-0 Nigel Bond
- Mark Allen 2-2 Martin O’Donnell

### Grupa 12
| Poz. | Zawodnik      | M | Z | R | P | Frejmy wygrane | Frejmy przegrane | Różnica frejmów | Pkt |
| ---- | ------------- | - | - | - | - | -------------- | ---------------- | --------------- | --- |
| 1    | Ryan Day      | 3 | 2 | 1 | 0 | 8              | 3                | +5              | 7   |
| 2    | Kyren Wilson  | 3 | 1 | 1 | 1 | 6              | 5                | +1              | 4   |
| 3    | Alfred Burden | 3 | 1 | 0 | 2 | 3              | 6                | -3              | 3   |
| 4    | Chen Feilong  | 3 | 0 | 2 | 1 | 4              | 7                | -3              | 2   |

- Kyren Wilson 2-2 Chen Feilong
- Ryan Day 3-0 Alfred Burden
- Ryan Day 2-2 Chen Feilong
- Kyren Wilson 3-0 Alfred Burden
- Alfred Burden 3-0 Chen Feilong
- Kyren Wilson 1-3 Ryan Day

### Grupa 13
| Poz. | Zawodnik          | M | Z | R | P | Frejmy wygrane | Frejmy przegrane | Różnica frejmów | Pkt |
| ---- | ----------------- | - | - | - | - | -------------- | ---------------- | --------------- | --- |
| 1    | David Gilbert     | 3 | 2 | 1 | 0 | 8              | 2                | +6              | 7   |
| 2    | Jackson Page      | 3 | 1 | 1 | 1 | 5              | 5                | 0               | 4   |
| 3    | Stuart Carrington | 3 | 1 | 1 | 1 | 5              | 6                | -1              | 4   |
| 4    | Jak Jones         | 3 | 0 | 1 | 2 | 2              | 8                | -6              | 1   |

- Stuart Carrington 3-1 Jak Jones
- David Gilbert 3-0 Jackson Page
- David Gilbert 2-2 Jak Jones
- Stuart Carrington 2-2 Jackson Page
- David Gilbert 3-0 Stuart Carrington
- Jak Jones 0-3 Jackson Page

### Grupa 14
| Poz. | Zawodnik      | M | Z | R | P | Frejmy wygrane | Frejmy przegrane | Różnica frejmów | Pkt |
| ---- | ------------- | - | - | - | - | -------------- | ---------------- | --------------- | --- |
| 1    | Gary Wilson   | 3 | 3 | 0 | 0 | 9              | 1                | +8              | 9   |
| 2    | Gerard Greene | 3 | 1 | 1 | 1 | 5              | 6                | -1              | 4   |
| 3    | Mitchell Mann | 3 | 0 | 2 | 1 | 4              | 7                | -3              | 2   |
| 4    | John Astley   | 3 | 0 | 1 | 2 | 4              | 8                | -4              | 1   |

- Gerard Greene 3-1 John Astley
- Gary Wilson 3-0 Mitchell Mann
- Gary Wilson 3-1 John Astley
- Gerard Greene 2-2 Mitchell Mann
- Gary Wilson 3-0 Gerard Greene
- John Astley 2-2 Mitchell Mann

### Grupa 15
| Poz. | Zawodnik       | M | Z | R | P | Frejmy wygrane | Frejmy przegrane | Różnica frejmów | Pkt |
| ---- | -------------- | - | - | - | - | -------------- | ---------------- | --------------- | --- |
| 1    | Tom Ford       | 3 | 3 | 0 | 0 | 9              | 1                | +8              | 9   |
| 2    | Robert Milkins | 3 | 1 | 1 | 1 | 6              | 5                | +1              | 4   |
| 3    | Ian Burns      | 3 | 1 | 1 | 1 | 5              | 6                | -1              | 4   |
| 4    | Mike Dunn      | 3 | 0 | 0 | 3 | 1              | 9                | -8              | 0   |

- Robert Milkins 3-0 Mike Dunn
- Tom Ford 3-0 Ian Burns
- Tom Ford 3-0 Mike Dunn
- Robert Milkins 2-2 Ian Burns
- Tom Ford 3-1 Robert Milkins
- Mike Dunn 1-3 Ian Burns

### Grupa 16
| Poz. | Zawodnik       | M | Z | R | P | Frejmy wygrane | Frejmy przegrane | Różnica frejmów | Pkt |
| ---- | -------------- | - | - | - | - | -------------- | ---------------- | --------------- | --- |
| 1    | Ashley Carty   | 3 | 2 | 1 | 0 | 8              | 4                | +4              | 7   |
| 2    | Neil Robertson | 3 | 1 | 1 | 1 | 6              | 6                | 0               | 4   |
| 3    | Ken Doherty    | 3 | 1 | 1 | 1 | 6              | 6                | 0               | 4   |
| 4    | Kurt Maflin    | 3 | 0 | 1 | 2 | 4              | 8                | -4              | 1   |

- Neil Robertson 1-3 Ashley Carty
- Kurt Maflin 1-3 Ken Doherty
- Kurt Maflin 2-2 Ashley Carty
- Neil Robertson 2-2 Ken Doherty
- Neil Robertson 3-1 Kurt Maflin
- Ken Doherty 1-3 Ashley Carty

## Grupa Zwycięzców

### Grupa A
| Poz. | Zawodnik     | M | Z | R | P | Frejmy wygrane | Frejmy przegrane | Różnica frejmów | Pkt |
| ---- | ------------ | - | - | - | - | -------------- | ---------------- | --------------- | --- |
| 1    | Luca Brecel  | 3 | 1 | 2 | 0 | 7              | 5                | +2              | 5   |
| 2    | Gary Wilson  | 3 | 1 | 1 | 1 | 6              | 5                | +1              | 4   |
| 3    | Ashley Carty | 3 | 1 | 1 | 1 | 5              | 6                | -1              | 4   |
| 4    | Mark Joyce   | 3 | 1 | 0 | 2 | 5              | 7                | -2              | 3   |

- Luca Brecel 2-2 Mark Joyce
- Gary Wilson 1-3 Ashley Carty
- Gary Wilson 3-0 Mark Joyce
- Luca Brecel 3-1 Ashley Carty
- Gary Wilson 2-2 Luca Brecel
- Mark Joyce 3-1 Ashley Carty

### Grupa B
| Poz. | Zawodnik      | M | Z | R | P | Frejmy wygrane | Frejmy przegrane | Różnica frejmów | Pkt |
| ---- | ------------- | - | - | - | - | -------------- | ---------------- | --------------- | --- |
| 1    | Ryan Day      | 3 | 1 | 2 | 0 | 7              | 4                | +3              | 5   |
| 2    | Judd Trump    | 3 | 1 | 1 | 1 | 5              | 6                | -1              | 4   |
| 3    | David Gilbert | 3 | 0 | 3 | 0 | 6              | 6                | 0               | 3   |
| 4    | Barry Hawkins | 3 | 0 | 2 | 1 | 5              | 7                | -2              | 2   |

- Judd Trump 0-3 Ryan Day
- David Gilbert 2-2 Barry Hawkins
- David Gilbert 2-2 Ryan Day
- Judd Trump 3-1 Barry Hawkins
- Judd Trump 2-2 David Gilbert
- Barry Hawkins 2-2 Ryan Day

### Grupa C
| Poz. | Zawodnik          | M | Z | R | P | Frejmy wygrane | Frejmy przegrane | Różnica frejmów | Pkt |
| ---- | ----------------- | - | - | - | - | -------------- | ---------------- | --------------- | --- |
| 1    | Stuart Bingham    | 3 | 2 | 0 | 1 | 7              | 3                | +4              | 6   |
| 2    | Sam Craigie       | 3 | 2 | 0 | 1 | 7              | 4                | +3              | 6   |
| 3    | Ronnie O’Sullivan | 3 | 2 | 0 | 1 | 6              | 4                | +2              | 6   |
| 4    | Harvey Chandler   | 3 | 0 | 0 | 3 | 0              | 9                | -9              | 0   |

- Ronnie O’Sullivan 3-0 Harvey Chandler
- Stuart Bingham 1-3 Sam Craigie
- Stuart Bingham 3-0 Harvey Chandler
- Ronnie O’Sullivan 3-1 Sam Craigie
- Ronnie O’Sullivan 0-3 Stuart Bingham
- Sam Craigie 3-0 Harvey Chandler

### Grupa D
| Poz. | Zawodnik         | M | Z | R | P | Frejmy wygrane | Frejmy przegrane | Różnica frejmów | Pkt |
| ---- | ---------------- | - | - | - | - | -------------- | ---------------- | --------------- | --- |
| 1    | Ben Woollaston   | 3 | 2 | 0 | 1 | 7              | 3                | +4              | 6   |
| 2    | Martin O’Donnell | 3 | 2 | 0 | 1 | 7              | 5                | +2              | 6   |
| 3    | Tom Ford         | 3 | 1 | 1 | 1 | 5              | 6                | -1              | 4   |
| 4    | Liang Wenbo      | 3 | 0 | 1 | 2 | 3              | 8                | -5              | 1   |

- Tom Ford 2-2 Liang Wenbo
- Martin O’Donnell 3-1 Ben Woollaston
- Martin O’Donnell 3-1 Liang Wenbo
- Tom Ford 0-3 Ben Woollaston
- Martin O’Donnell 1-3 Tom Ford
- Liang Wenbo 0-3 Ben Woollaston

### Grupa Finałowa
| Poz. | Zawodnik       | M | Z | R | P | Frejmy wygrane | Frejmy przegrane | Różnica frejmów | Pkt |
| ---- | -------------- | - | - | - | - | -------------- | ---------------- | --------------- | --- |
| 1    | Luca Brecel    | 3 | 1 | 2 | 0 | 7              | 4                | +3              | 5   |
| 2    | Ben Woollaston | 3 | 1 | 1 | 1 | 6              | 6                | 0               | 4   |
| 3    | Stuart Bingham | 3 | 1 | 1 | 1 | 5              | 6                | -1              | 4   |
| 4    | Ryan Day       | 3 | 0 | 2 | 1 | 5              | 7                | -2              | 2   |

- Stuart Bingham 0-3 Luca Brecel
- Ryan Day 1-3 Ben Woollaston
- Ryan Day 2-2 Luca Brecel
- Stuart Bingham 3-1 Ben Woollaston
- Stuart Bingham 2-2 Ryan Day
- Luca Brecel 2-2 Ben Woollaston

## Brejki stupunktowe
- 143  Joe O’Connor
- 141, 134, 127, 126, 101  Ben Woollaston
- 138, 111, 109, 106, 105  Luca Brecel
- 137  Matthew Selt
- 136  Oliver Lines
- 134, 132, 125, 107, 100  Gary Wilson
- 131, 123  Sam Craigie
- 130, 114  Barry Hawkins
- 130  Tom Ford
- 128  Martin O’Donnell
- 122, 107, 105, 103  Ryan Day
- 121  Louis Heathcote
- 120, 117, 100  David Gilbert
- 119, 107, 106  Neil Robertson
- 119  Chris Wakelin
- 117, 103, 100  Liang Wenbo
- 116, 112, 104, 101  Ronnie O’Sullivan
- 114  Allister Carter
- 111  Kyren Wilson
- 107, 106  Anthony McGill
- 106  Elliot Slessor
- 105  Jamie Clarke
- 104  Jack Lisowski
- 102  Chen Feilong
- 101  Harvey Chandler
- 101  Mark Joyce